# シェイラー郡区 (ペンシルベニア州アレゲニー郡)
シェイラー郡区（英: Shaler Township）は、アメリカ合衆国ペンシルベニア州のアレゲニー郡にある町（タウンシップ）。人口は2万8132人（2020年）。ピッツバーグの北に位置している。

## 歴史
シェイラーとなった地域には、18世紀の半ばに交易業者が入って来るようになった。この地域で著名な初期交易業者はジョージ・クローガンであり、1740年代初期に入って来ていた。1754年までにこの開拓地にパインクリーク交易基地ができ、ヨーロッパ人毛皮交易業者が、ミンゴー族などインディアン部族とオハイオ・バレーで取引を行っていた。ヨーロッパ人による2つ目の初期開拓地は、サイモン・ガーティが設立したガーティズランだった。
シェイラー・タウンシップとなる地域の中心にあるグレンショーの村は19世紀初期に設立され、ジョン・ショー・シニアが1800年にピッツバーグ北の土地600エーカー (2.4 km2) を購入した後で、ここに製材所を立てたのが始まりだった。この地域は「ショーズ・グレン」、後にはグレンショーと呼ばれるようになった。ショー家の者達が製粉所、鎌の工場を造り、石炭の鉱山を開いた。
1845年3月20日、ロス・タウンシップとインディアナ・タウンシップの一部の住人から新しいタウンシップを創設する請願が四季裁判所に提出された。ジェイムズ・A・ギブソン大佐、アレクサンダー・V・ブラッケンリッジ、ジョン・マレーの3人がその監督者に指名された。彼らは同年6月10日に肯定の報告を行ったが、裁判所がマリオンという名前でタウンシップを設立する命令を出したのは2年後の1847年3月20日になっていた。このタウンシップは当初マリオンと言う名前を確認したが、それと同じ日にチャールズ・シェイラーにちなんでシェイラーという名前に変えられた。シェイラーはピッツバーグ地域の19世紀半ばで著名な判事であり、ビーバー郡の第5地区裁判所で首席判事を務めていた。この地域で頁岩（シェイル）の大きな層が発見されているが、それにちなんで名付けられたわけではないものの、よくある誤解になっている。
シェイラー・タウンシップが設立されたとき、その範囲は現在のものに加えて、エトナとミルベールの各ボロと、ロス・タウンシップの大きな範囲が含まれていた。1868年までに、シェイラーは新しいボロを作るためにその土地を減らしてきた。1900年、シェイラーは第一級のタウンシップに分類された最初期のタウンシップとなった。その領域は基本的に1900年のものと同じである。
シェイラーの初期開拓地は、小さな農地と商業の村が現れて、散開する村だった。これらは主にパイン・クリークとガーティズ・ランに隣接するバレーに発展した。シェイラー・タウンシップが法人化された時には、人口約2,000人であり、それが1860年には16,399人にまで成長していた。19世紀後半、グレンショーのガラス工場ができると、成長の速度がある程度まで上がり、労働者たちを近隣に惹きつけた。

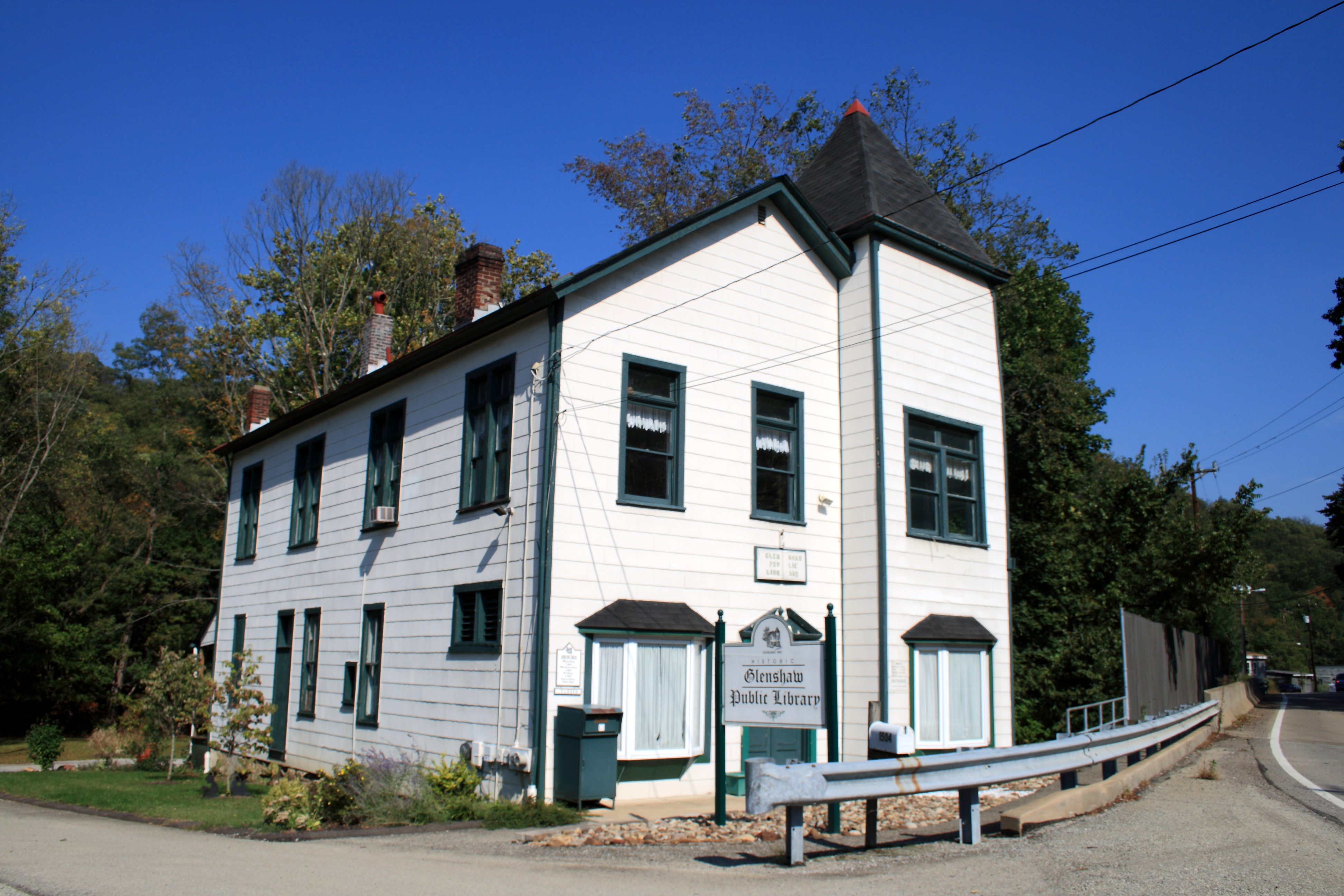
歴史あるグレンショー公共図書館

1907年から1931年まで、都市間鉄道のピッツバーグ・アンド・バトラー路面鉄道がこのタウンシップを通り、ピッツバーグやバトラーとを繋いでいた。
第二次世界大戦後、シェイラーは裕福な郊外地となり、ピッツバーグ市の住人が移って来た。ロス・タウンシップと共に今日アレゲニー郡のノースヒルズ地域を形成する近代的郊外に発展した最初の外郭地域だった。この時代の住宅建設など開発は活発だった。シェイラーは今も住宅を中心とする町であり、現在ある姿を獲得したのもこの時代だった。

## 地理
シェイラー・タウンシップは北緯40度31分15秒 西経79度57分49秒 / 北緯40.52083度 西経79.96361度 (40.520926, -79.963784)に位置している。
アメリカ合衆国国勢調査局に拠れば、市域全面積は11.2平方マイル (29.0 km2)であり、このうち陸地11.0平方マイル (28.5 km2)、水域は0.2平方マイル (0.5 km2)で水域率は1.70%である

### 水路
シェイラーの地形は大半が丘陵であり、北からアレゲニー川に流れ入る3つの水流が谷を造っている。パイン・クリークとリトル・パイン・クリークの谷がエトナ・ボロとなり、ガーティズ・ランが造る谷がシェイラーからミルベール・ボロに入っている。

## 周辺の町
シェイラー・タウンシップは北から時計回りにハンプトン・タウンシップ、インディアナ・タウンシップ、オハラ・タウンシップ、シャープスバーグ・ボロ、エトナ・ボロ、ピッツバーグ市、ミルベール・ボロ、リザーブ・タウンシップ、ロス・タウンシップと接している。マッカンドレス・タウンシップとは接していないが、北西の対角線上にある。

## 人口動態
以下は2010年国勢調査による人口統計データである。
| 基礎データ - 人口: 29,757 人 - 世帯数: 11,932 世帯 - 家族数: 8,686 家族 年齢別人口構成 - 18歳未満: 22.0% - 18-24歳: 5.6% - 25-44歳: 28.1% - 45-64歳: 25.8% - 65歳以上: 18.5% - 年齢の中央値: 42歳 - 性比（女性100人あたり男性の人口） - 総人口: 91.2 - 18歳以上: 88.5 世帯と家族（対世帯数） - 18歳未満の子供がいる: 28.6% - 結婚・同居している夫婦: 62.1% - 未婚・離婚・死別女性が世帯主: 8.2% - 非家族世帯: 27.2% - 単身世帯: 24.4% - 65歳以上の老人1人暮らし: 12.1% - 平均構成人数 - 世帯: 2.48人 - 家族: 2.97人 | 収入と家計 - 収入の中央値 - 世帯: 49,118米ドル - 家族: 56,998米ドル - 性別 - 男性: 40,991米ドル - 女性: 29,473米ドル - 人口1人あたり収入: 23,223米ドル - 貧困線以下 - 対人口: 4.6% - 対家族数: 3.0% - 18歳未満: 4.5% - 65歳以上: 7.0% |

## 著名な出身者
- アート・ハウ: メジャーリーグベースボール選手（ピッツバーグ・パイレーツ他）; 監督（オークランド・アスレチックス他）

## 教育
- シェイラー地域教育学区
  - シェイラー地域高校